# Sumimoto Hosokawa

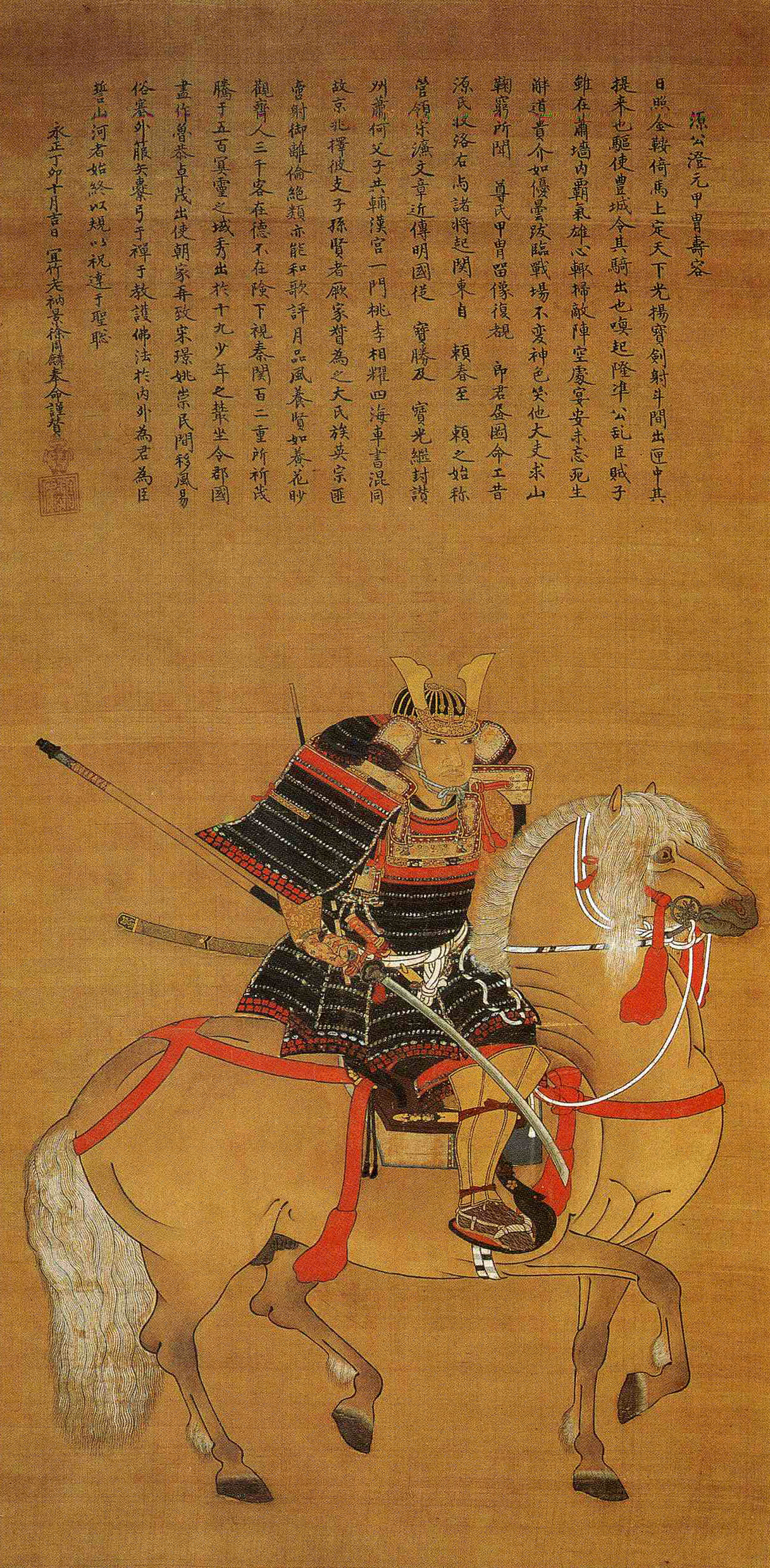
Hosokawa Sumimoto na koniu, namalowany przez Motonobu Kanō

Sumimoto Hosokawa (jap. 細川澄元 Hosokawa Sumimoto; ur. 1489, zm. 24 czerwca 1520) – japoński samuraj z okresu Muromachi.

## Życiorys
Sumimoto był adoptowanym synem Masamoto Hosokawy, wysokiego stanowiskiem urzędnika w siogunacie Ashikaga. Masamoto miał postanowić, aby po jego śmierci jego siedziba i wszystkie dobra zostały odziedziczone przez Sumiyuki Hosokawę, jednak tak nie zrobił i spisał wszystko swemu adoptowanemu synowi, Masamoto. Tak rozpoczął się konflikt między Masamoto a Sumiyuki.
W 1507 Sumiyuki nasłał na Masamoto swoich wojowników, którzy go zamordowali. Zaatakowany, został także Sumimoto. Po pogrzebie Masamoto odziedziczył on wszystko, co było mu spisane. Zaraz po tym Sumimoto spotkał się z innym samurajem z rodu Hosokawa, Hosokawą Takakuni. Postanowili wspierać Ashikagę Yoshizumi, który był obalonym shōgunem siogunatu Ashikaga i pomóc mu w odzyskaniu władzy. Rozpoczęli wojnę z dotychczasowym shōgunem, Ashikawą Yoshiki.
W 1508 Ashikawa Yoshiki zaproponował Hosokawie Takakuni, aby został jego samurajem. Ten zgodził się i Sumimoto musiał opuścić prefekturę Omi. Postanowił się zemścić i w 1516 wszedł w układ z samurajem Miyoshi Yukinagą. Dwaj samuraje rozpoczęli wojnę z Takakuni. Zakończyła się ona porażką. Yukinaga zginął w bitwie, a sam Sumimoto nie był w stanie walczyć samodzielnie i uciekł do prefektury Awa.
Sumimoto Hosokawa zmarł cztery lata później, w 1520, w wyniku choroby.